# Теорема Елітцура
Теоре́ма Елітцу́ра — теорема квантової та статистичної теорії поля, яка стверджує, що локальні калібрувальні симетрії неможливо спонтанно порушити. Теорема була запропонована в 1975 році Шмуелем Еліцуром, який довів її для абелевих калібрувальних полів на гратці. Тим не менш, можливо спонтанно порушити глобальну симетрію в рамках теорії, яка має локальну калібрувальну симетрію, як у механізмі Хіггса.